# Tube Alloys
Tube Alloys var kodenavnet for et hemmeligt forsknings- og udviklingsprojekt, som blev finansieret af den britiske regering med deltagelse af Canada med henblik på at udvikle atomvåben under 2. verdenskrig. Ved starten på Manhattan Projektet (de Vestallieredes atombombeprojekt) i 1942, forblev det britiske projekt yderst hemmeligt, så det selv blandt de højest rangerende i styret kun blev omtalt ved dets kodenavn. Ved slutningen på 2. verdenskrig kom Tube Alloys til specifikt at hentyde til  grundstoffet plutonium, hvis eksistens var hemmelig indtil dens brug i atombomben mod Nagasaki.
Tube Alloys projektet i Storbritannien og Canada var i praksis det første atomvåbenprojekt af sin type og blev med tiden opslugt af det amerikansk ledede Manhattan Projekt. Begge programmer byggede på tidligere forskning gennemført i Frankrig og Tyskland. Selv om man nået til en forståelse med De forenede Stater, blev ikke alle detaljer overgivet til Storbritannien, mens Sovjetunionen gennem spionage fik oplysninger om projektet, som var af kritisk betydning for udvikling af atomvåben. Dette fik Storbritannien til at genstarte sit eget program for at matche de resultater som amerikanerne og russerne havde nået. Produktionsfaciliteter blev bygget under ledelse af den britiske hær og Royal Air Force og britiske forskere blev kaldt tilbage fra USA for at fortsætte deres arbejde indenfor rammerne af et selvstændigt britisk program. I 1952 gennemførte Storbritannien en atomprøvesprængning med kodenavnet Hurricane, 10 år efter at have gennemført forskning på området. I 1958, efter at briterne havde afprøvet en to-trins termonuklear (fission-fusion) bombe, underskrev Storbritannien og USA en forsvarsaftale, som medførte at Storbritannien valgte at genoptage sit samarbejde med USA om atomvåben.

## Paris-gruppen
Otto Hahn i Tyskland og Lise Meitner, som var i eksil i Sverige, rapporterede at det var lykkedes at spalte uran i 1938. Dette blev fulgt op af en gruppe forskere på Collège de France i Paris: Frédéric Joliot-Curie, Hans von Halban, Lew Kowarski, og Francis Perrin. I februar 1939 viste Paris gruppen, at når der sker spaltning af en urankerne afgives der også 2 eller 3 ekstra neutroner. Denne vigtige opdagelse pegede i retning af, at det var muligt at holde gang i en kædereaktion. Det stod straks klart for mange forskere, at der herved - i teorien - kunne skabes et ekstremt kraftigt sprængstof - en atombombe - men mange forskere troede, at det i praksis var umuligt at lave en bombe.
Francis Perrin fra Parisgruppen definerede en kritisk masse af uran, som ville være den mindste mængde som kunne holde gang i en kædereaktion. Man fandt imidlertid ud af, at naturligt forekommende uran ikke kunne holde gang i en kædereaktion uden en moderator til at bremse de hurtige neutroner, som blev afgivet ved fissionen. Tidligt i 1940 nåede Parisgruppen af teoretisk vej frem til at tungt vand ville være en ideel moderator. De bad den franske rustningsminister om at fremskaffe så meget tungt vand som muligt fra den eneste kilde: det store Norsk Hydro vandkraftværk i Vemork i Norge. Franskmændene opdagede, at Tyskland allerede havde tilbudt at købe hele lageret af norsk tungt vand, hvilket pegede i retning af, at Tyskland nok også forskede i udvikling af en atombombe. Den franske regering orienterede den norske regering om den mulige militære betydning af tungt vand. Norge overdrog herefter hele lageret til en fransk efterretningsagent, som i hemmelighed bragte det til Frankrig lige inden Tyskland invaderede Norge i april 1940. Den 19. juni 1940 blev det sendt til England af Charles "Jack" Howard, jarl af Suffolk og major Ardale Vautier Golding på dampskibet Broompark. Det tunge vand blev herefter i hemmelighed oplagret i biblioteket på Windsor Castle. Da Tyskland invaderede Frankrig i maj 1940, flyttede Parisgruppen til Cambridge og medbragte lageret på 188 liter tungt vand. Joliot-Curie blev tilbage i Frankrig og blev et aktiv medlem af den Franske modstandsbevægelse.